# Scheißbeere
Scheißbeere, auch Schießbeere, war im 18./19. Jahrhundert eine im Volksmund verbreitete Bezeichnung für verschiedene, nicht als Speisebeeren verwendete beerenartige Früchte, benannt wahrscheinlich nach ihrer abführenden Wirkung.

## Wortherkunft

### Etymologie
Die genaue Herkunft des Begriffs Scheißbeere ist nicht eindeutig dokumentiert, jedoch lässt sich aus dem Kontext seiner Verwendung schließen, dass er sich auf Früchte bezog, die aufgrund ihrer laxierenden Eigenschaften im Volksmund diesen Namen erhielten. Der Begriff setzt sich aus den Worten Scheiße und Beere zusammen, was direkt auf die abführende Wirkung der damit bezeichneten Früchte hinweist.

### Volksmund
Im 18. und 19. Jahrhundert war die medizinische Versorgung und das Wissen über die Wirkung von Pflanzen und Früchten anders als heute. Viele Menschen griffen auf traditionelle Heilmittel und die Kenntnisse über die heilende oder schädliche Wirkung bestimmter Pflanzen zurück, die oft von Generation zu Generation weitergegeben wurden. In diesem Kontext wurden bestimmte Früchte, die eine starke abführende Wirkung hatten, als Scheißbeeren bezeichnet. Diese Bezeichnung diente als Warnung oder Hinweis auf die Wirkung der Früchte.

## Beispiele
Die spezifischen Früchte, die als Scheißbeeren bezeichnet wurden, sind in historischen Quellen nicht genau benannt. Es ist jedoch wahrscheinlich, dass es sich um wild wachsende Beeren handelte, deren Verzehr unangenehme Nebenwirkungen wie Durchfall hervorrufen konnte. Solche Früchte wurden in der Regel gemieden oder nur in geringen Mengen verzehrt.
Nach zeitgenössischen Quellen zählten zu den Scheißbeeren der Kreuzdorn, die Früchte des Faulbaums, der Rote Hartriegel, die Rote Heckenkirsche, der Wollige Schneeball sowie der Gewöhnliche Schneeball, der Bittersüße Nachtschatten, der Gewöhnliche Liguster und die Gewöhnliche Traubenkirsche.